# Gleichfreiheit
Gleichfreiheit (franz.: égaliberté) ist ein Neologismus, den der französische Philosoph Étienne Balibar geprägt hat. Als Begriff beinhaltet er, dass die Bedingungen der Freiheit dieselben sind wie die der Gleichheit. Freiheit und Gleichheit seien als „Ausdrucksformen des gemeinschaftlichen Daseins der Menschen und der Institutionen“ zu definieren. Ein Übermaß an Gemeinschaftlichkeit würde die Individualität, ein Übermaß an Eigentum würde die Gemeinschaftlichkeit erdrücken.